# La Creueta (Cabanabona)
La Creueta és una muntanya de 437 metres que es troba al municipi de Cabanabona, a la comarca catalana de la Noguera.